# Martin, Slovaška
Martin je mesto v Žilinskem okraju na severu Slovaške. Z okoli 50.000 prebivalci je 9. največje mesto v državi.
Kraj je znan zlasti kot kulturno središče Slovakov, kar ima korenine v času prebujanja narodne zavesti v sredini 19. stoletja. Takrat je bilo ozemlje pod ogrsko oblastjo in narodne kulturne ustanove so se začele razvijati izven političnih središč, saj so jih kraljeve oblasti obravnavale z nezaupanjem. Tako je bila leta 1863 v Martinu ustanovljena Slovaška matica (Matica slovenská), ki je sprva delovala kot čitalnica in pričela sistematično zbirati slovaško literaturo, s čimer je dobila vlogo narodne knjižnice. To vlogo je, čeprav manj formalno, obdržala tudi v obdobju Češkoslovaške, ko je bila za zbiranje slovaške knjižne produkcije načeloma odgovorna češka Narodna in univerzitetna knjižnica v Pragi, po razdružitvi Češkoslovaške leta 2000 pa je bila zbirka preoblikovana v Slovaško narodno knjižnico, ki ima prav tako sedež v Martinu. Iz Slovaške matice je izšlo tudi Slovaško muzejsko društvo, v okviru katerega je bil v Martinu ustanovljen Slovaški narodni muzej, ki ima zdaj sedež v Bratislavi, v Martinu pa ostaja etnografski oddelek.

## Demografija
| Leto          | 1994   | 2004    | 2014    | 2024     |
| ------------- | ------ | ------- | ------- | -------- |
| Število ljudi | 60.511 | 59.449  | 56.053  | 50.346   |
| Razlika       |        | −1,75 % | −5,71 % | −10,18 % |

| Leto          | 2023   | 2024    |
| ------------- | ------ | ------- |
| Število ljudi | 50.629 | 50.346  |
| Razlika       |        | −0,55 % |

## Mednarodne povezave
Martin ima uradne povezave (pobratena/sestrska mesta, mesta-dvojčki) z naslednjimi kraji po svetu:
- Bački Petrovac, Srbija
- Békéscsaba, Madžarska
- Fargo, Združene države Amerike
- Gotha, Nemčija
- Hoogeveen, Nizozemska
- Jičín, Češka
- Kalisz, Poljska
- Balašika, Rusija